# 李亚鹏
李亚鹏（1971年9月27日—），出生于新疆乌鲁木齐，中國大陸男演员、商人，在電視劇《将爱情进行到底》中饰演杨铮，《笑傲江湖》中飾演令狐沖，《射雕英雄傳》中飾演郭靖。2010年，李亞鵬宣布息影，轉而經商。

## 經歷

### 早年
1971年，李亚鹏出生于新疆乌鲁木齐市水磨沟区，父亲是无线电工程师，母亲是儿科医生，哥哥李亚炜，後來任李亞鵬經紀人和商業合夥人。李亚鹏外公凌照华，原為國民黨軍官，1949年去台灣，留下妻女在大陸，曾参与创办《民众日报》；80年代中，在紅十字會幫助下，與李亞鵬家人重建聯絡。
1983年，李亚鹏從乌鲁木齐八一中学附小毕业，以全市第4名的成绩考入乌鲁木齐八一中学。
1986年，李亚鹏中考落榜，前往姨妈所在的安徽合肥复读。1988年9月至1989年7月，李亚鹏在合肥八中就讀。1989年秋天，李亚鹏升入高三，因與社会人士的打架纠纷，被迫离开合肥，進入八一中学完成高三。
1990年，李亚鹏在新疆参加高考，第一志愿填报为哈尔滨工业大学，高考分数本已达哈工大的调档线，恰逢当年中央戏剧学院开始文理兼收，并在新疆招生一个班作为代培。李亚鹏因为陪同當時的女友刘岩参加中央戲劇學院面试，结果被双双录取。

### 演藝經歷
1992年8月，李亚鹏出演徐耿导演的电影《青春作证》，第一次接觸演藝事業。
1993年6月至9月期间，李亚鹏筹集到了9.7万，卖出了14万门票，办成了乌鲁木齐第一场摇滚音乐会“飞燕摇滚之夜”，唐朝、眼镜蛇等乐队参加。
1994年，李亚鹏中戲畢業，因對表演心理排斥，專業成績倒數第二。在校期间，李亚鹏与人合开过广告公司，并发想出“你拍一我拍一，小霸王出了学习机”的小霸王学习机广告。
1995年10月，李亚鹏在乌鲁木齐接到导演滕文骥的邀请，参与爱情题材电视剧《北京深秋的故事》的拍摄；同年，参演由梦继执导，陈宝国主演的的故事片《燃烧的欲望》。
1997年，主演由霍建起执导的爱情电影《歌手》，该片拍摄十年后才在央视六套首播；同年7月，与吴倩莲共同主演由李国立执导的爱情题材电视剧《京港爱情线》，并与投资方香港中国电影集团签约，不久后中国电影集团重组，李亚鹏跟随其总经理蔡艺侬，成为当时新创的唐人电影公司首位签约艺人。
1998年，与徐静蕾共同主演，張一白導演的電視剧《将爱情进行到底》獲得成功，成為中國大陸第一代青春偶像；同年，参与拍摄了爱情题材电视剧《乱世有情天》，《星星月亮太阳》，《浪子大钦差》。
1999年，再次与徐静蕾合作，主演姚天堂执导的都市爱情题材电视剧《情书》；同年，主演由胡珊、卫翰韬共同执导的爱情剧《加州阳光中国橙》；同年，再度与吴倩莲合作，参演都市生活女性题材电视剧《情牵日月星》；随后，主演由张一白执导的3集央视春节贺岁电视剧《开心就好》。
2000年4月至10月，李亚鹏临时接到通知接替邵兵出演金庸武侠小说改编武侠电视剧《笑傲江湖》，在剧中饰演令狐冲一角。同年，与蒋勤勤共同主演侦探悬疑题材电视剧《神探科蓝》。
2001年8月，李亚鹏在《射雕英雄传》中饰演郭靖，拍摄期间因左膝韧带撕裂而接受手术。
2002年，李亚鹏与唐人约满，此后再未签约公司。同年8月，与秦海璐合作，主演浪漫爱情剧《谁都会说我爱你》；11月，再次与周迅合作，主演並首次担任制作人，自费投資800万拍摄都市生活偶像剧《海滩》。
2003年6月，主演由滕文骥执导的传奇爱情电视剧《末代皇妃》，飾演溥儀；随后，为美国电影《黑客帝国2》中男主角尼奥配音；同年8月，与周海媚共同主演都市生活剧《生命烈火》。
2004年4月，主演由王晶监制，邓衍成导演的古装轻喜武侠连续剧《天下第一》，在拍摄期间腿再次受伤。
2006年，主演王伟民执导的悬疑惊悚片《目击者》。同年，与李小冉共同主演伦理言情题材电视剧《为爱结婚》。
2008年，主演由丁黑导演的革命题材电视剧《关中枪声》，在剧中饰演清军副总兵兼哥老会太白山堂龙头老大刘五。
2009年，与镇江市文化局联合投资并主演第一部反应镇江香醋文化的电视剧《血色沉香》；同年1月10日，结束《我的三十年》的拍摄后投资拍摄电视剧《神医大道公》。
2010年2月，自带班底拍摄并义务参演北京电视台网络互动春节联欢晚会节目《骗局揭密》。
2010年11月，李亞鵬宣布電影《将爱情进行到底》將是其息影之作。该片是1998年电视剧版《将爱情进行到底》的续集，由电视剧版的原班人马执导和出演，于2011年2月12日在中国上映。
2013年，李亞鵬與應采兒五年前拍攝的電視劇《纯真的年代》在央視解禁播出。
2014年，由李亚鹏出品，陈文贵编剧的《神医大道公前传》于7月30日在央视八套播出。
2016年，李亚鹏參加安徽卫视真人秀节目《我们的法则》。
2017年，李亚鹏参加中央电视台《朗读者》栏目录制，分享了自身关于文化产业和子女教育的心得体会。
2018年，李亚鹏参加中央电视台《信中国》栏目录制，分享了自己与外公的生活趣事。同年，参加北京电视台《创意中国》栏目录制，以创意体验官的身份对栏目中设计的文创产品进行点评。
2020年，李亚鹏参加中央电视台《你好生活》栏目，与主持人尼格买提共同分享了自身对生活的理解；同年，参加河南卫视春晚录制， 并表演了诗朗诵《我的乡愁》。
2021年8月，李亚鹏开始正式运营自己的短视频账号，因整体风格与李子柒相似引发争议。 在2022年“欠债4000万案终审败诉”后，李亚鹏开始直播带货。 

### 从商经历
1998年，李亚鹏在旧金山拍攝电视剧《加州阳光中国橙》期間，撰寫了一份創立互聯網公司的《商业计划书》，收穫50万美金风险投资；1999年，回國成立了喜宴網，提供线上线下婚礼服务。喜宴網成立6個月後估值450萬美金，但9個月時入不敷出倒閉。同時，李亚鹏利用经营喜宴网的资源，创办了《婚礼》杂志，自费出刊10期后，贝塔斯曼集团有意收购，但因刊号问题收购被迫中止。
2001年，李亚鹏成立北京美丽春天文化传播公司，经营范围包括组织文化艺术交流活动、承办展览展示活动、市场调查、影视策划等。2013年12月18日，网民“落魄书生周筱赟”举报李亚鹏同时担任“书院中国基金会”法人代表和北京美丽春天传播有限公司法人代表，涉嫌违规。2013年12月20日，该公司发生信息变更，法人代表改由张萍担任。
2004年，李亚鹏成立北京世纪春天影视文化传媒有限公司注册成立，李亚炜任总经理，李亚鹏担任监事。
2007年，李亚鹏成立了丽江春天旅游文化传播有限公司，注册资本为50万元。法人代表由曹芝梅担任。其经营范围包括文化演出策划、组织举办文化交流活动和文艺作品研发制作等。
2005年前后，李亚鹏在上海、北京、深圳多地开设酒吧、夜店，包括他和王菲在上海的「VIPROOM」（2007年两人因亏损逐步撤资，仅作股东后改名「唐会VIP」），以及他和王学兵在北京的「夜色」（2015年2月歇业）。
2010年，李亚鹏创立了以文化艺术资源整合运营为主导业务的中书控股。
2011年，李亚鹏进入长江商学院攻读EMBA课程。
2012年，成立COART艺术机构；2020年，更名为COART麋鹿星球。
2013年，成立艺莲文创；同年，成立中书资源。
2014年，在北京顺义创办培德书院幼儿园。

## 個人生活
李亞鵬的初恋女友是高中同学刘岩，因为陪同她面试中央戏剧学院，结果被一齐录取。两人在大学期间分手，刘岩在中戏一年后退学，重新考入对外经济贸易大学，拍摄电影《与往事干杯》后再次退学，赴美学画。
约1996-1998年，李亞鵬與柯蓝交往。
2000年5月，瞿颖前往《笑傲江湖》剧组探班，与李亚鹏恋情曝光。2001年10月，瞿颖在一个公开活动上表示，李亚鹏欺骗了她。之后，李亚鹏表示已与瞿颖分手。
2002年11月在拍摄李亚鹏投资的《海滩》时，李亚鹏和周迅同住酒店一个房间，关系正式曝光。周迅公开称李亚鹏「满足了我小时候对于一个男性的所有幻想，成熟、胸怀宽广，而且非常勇于接受挑战。」2003年10月两人宣告分手，媒体称因为"李亚鹏不愿这么早结婚"。
2005年，李亚鹏與王菲在新疆登記結婚，並在北京舉行家宴。2006年，兩人因女兒李嫣先天唇顎裂，成立了嫣然天使基金，救助更多唇腭裂儿童。2013年9月13日，兩人離婚。
2019年，李亚鹏公開女友，「喜歡唱唱爵士的文字工作者」Susie Wu。
2020年，李亚鹏與世界小姐中國區冠軍海哈金喜傳出戀情；2022年兩人結婚，同年迎來女兒李夏。

## 爭議

### 打記者事件
2008年7月23日，王菲、李亚鹏乘坐飞机由不丹取道泰国，准备回国。下午4时许，他们抵达泰国机场后被媒体追堵，王菲与女儿及丈夫走散，李亚鹏则与两名香港记者发生了激烈冲突。香港《忽然一周》一男记者在機場用照相机追拍李亞鵬女儿李嫣，李亚鹏冲上前去与该记者理论，并用手指着记者，阻止其继续拍照。当该记者收好相机，李亚鹏还是穷追不舍，拦住记者，说道：“你有种再拍！”。眼见着自己受到李亚鹏的“威胁”，记者于是抓起相机又一阵猛拍。李亚鹏一巴掌扇向那位男记者，并夺过相机摔到地上，口中警告：“你他妈再拍！”爆粗口并动手打人后，李亚鹏发现不远处有另一名女记者正用DV记录全过程时，他迅速冲过去对着那名女记者吼道：“你竟然还拍！”边说边抢走该记者手上的DV，摔在地上，并抬脚欲踹人。这时，一旁有人大声嚷嚷起来，“打人了！打人了！”不远处的机场保安这才赶过来大喊“STOP！STOP！”
李亚鹏动手打人后随即欲乘车离开机场，而在此之前王菲及两个女儿一直在车中等候，一家人驱车离开后，有香港同行仍旧一直驱车追随李亚鹏一家，直到酒店。在酒店大堂，李亚鹏接受了记者的简短采访，他显得气愤难平。当有记者问“你为什么打人”时，李亚鹏说：“难道你没见过打人？他碰我女儿，我就是要打，我不仅今天要打，以后见他一次打一次！”爱女心切的李亚鹏严肃地警告记者：“我会尽全力保护我的女人，不管付出什么代价！”而王菲在一边一言不发。
李亚鹏和该记者事後达成和解，李亚鹏也于当天下午和妻子王菲一同返回北京。

### 債務風波
2012年起，李亚鹏捲入巨額債務風波。當年與泰和友联公司投資雪山艺术小镇項目，位於云南丽江束河古镇，其合約中承諾泰和友联投資6000萬後在2015年底可拿回4,000萬人民幣的收益，而投資本金不減繼續存在可隨時收回，李亞鵬一方也會出資並利用知名度宣傳，但李亞鵬2015年突然說要退出，將股份賣給阳光100控股公司，引發泰和友联的不滿直到李亞鵬私人簽下擔保保證年底支付4,000萬的到期债权約定，事件暫時過關並退股，不料從此以後他未依約給錢最後被告上法院。
2018年3月，北京市第三中级人民法院作出（2018）京03民终3815号终审判决，李亞鵬必須付錢，但強制執行階段發現其名下已經全無財產，最終只能將其列入俗稱「老賴名單」的「失信執行名單」，限制一切高消費和飛機高鐵乘坐，同時監控所有個人金融活動。直至2018年11月，逾期罰金和利息已經讓債務變為4,750萬元人民幣。
關於4,000多萬元人民幣的債務，李亞鵬一審及二審敗訴後再上訴，2021年3月17日，北京市朝陽區人民法院再判李亞鵬敗訴，他的欠債連同利息合共5,000萬元人民幣，同時，網上瘋傳一聲帶，當中疑似李亞鵬的聲音向債主求饒說：「我們已經無路可走了，需要怎樣我都可以，需要我跪下，需要我趴下，我都可以。」
2023年4月13日，李亚鹏及其哥哥因未按时履行法律义务，被北京朝阳法院执行局立案，申请强制执行。4月28日，李亚鹏在个人微博进行回应表示，已和对方商定了还款计划，强制执行是一个常规流程。他还表示面临的困难远不止四千万，并表示过去几年其名下企业在苦苦支撑，李亚鹏在2022年底开始大量裁员约200人，至今还欠付很多员工的补偿金。
2023年10月17日，李亚鹏因未按时履行生效法律文书确定的给付义务被限制高消费，申请人为北京泰和友联投资有限公司，执行法院为北京市朝阳区人民法院。
2024年5月，李亚鹏前员工赵径文在网络讨薪。赵径文称与李亚鹏相识24年，自2018年受邀加入其公司，但2019年起遭遇欠薪，形容李亚鹏“只要涉及到钱，选择性失明”。李亞鵬随后發布道歉影片，承认欠薪人民幣6萬元，会尽快解决问题。

## 作品

### 电视剧
| 拍摄时间 | 剧名             | 职务         | 角色       | 備註                        |
| 1995年   | 北京深秋的故事   | 演员         | 马 强      |                             |
| 1996年   | 中国机长         | 演员         | 李 新      |                             |
| 1996年   | 校园先锋         | 演员         | 南 潮      |                             |
| 1997年   | 京港爱情线       | 演员         | 程 揚      |                             |
| 1998年   | 将爱情进行到底   | 演员         | 杨 铮      |                             |
| 1998年   | 星星、月亮、太阳 | 演员         | 秦世廷     |                             |
| 1999年   | 加州阳光中国橙   | 演员         | 王 珏      |                             |
| 1999年   | 开心就好         | 演员         | 于满堂     |                             |
| 1999年   | 情书             | 演员         | 谢显祖     |                             |
| 1999年   | 情牵日月星       | 演员         | 李 放      |                             |
| 2000年   | 神探科蓝         | 演员         | 科 蓝      |                             |
| 2000年   | 笑傲江湖         | 演员         | 令狐冲     |                             |
| 2002年   | 射雕英雄传       | 演员         | 郭 靖      |                             |
| 2002年   | 谁都会说我爱你   | 演员         | 孙祁伟     |                             |
| 2002年   | 海滩             | 演员、出品人 | 李小鹏     |                             |
| 2003年   | 末代皇妃         | 演员         | 溥 仪      |                             |
| 2003年   | 生命烈火         | 演员         | 丁 捷      |                             |
| 2004年   | 对决             | 演员         | 肖雷、芒巴 |                             |
| 2004年   | 天下第一         | 演员         | 段天涯     |                             |
| 2006年   | 为爱结婚         | 演员         | 胡子冲     |                             |
| 2006年   | 目击者           | 演员、出品人 | 秦 童      |                             |
| 2007年   | 我们俩的婚姻     | 演员、出品人 | 秦 岩      |                             |
| 2008年   | 关中风云         | 演员         | 刘 五      | 又名:关中枪声               |
| 2008年   | 我的三十年       | 演员         | 厉家驹     | 又名:纯真的年代, 2013年播出 |
| 2010年   | 血色沉香         | 演员         | 楚慶平     |                             |

### 电影
| 拍摄时间 | 片名           | 职务 | 角色   | 備註 |
| 1992年   | 青春作证       | 演员 | 丁 凯  |      |
| 1995年   | 上海故事       | 演员 |        |      |
| 1996年   | 歌手           | 演员 | 许 宁  |      |
| 1997年   | 红发卡         | 演员 | 李佳同 |      |
| 1997年   | 新方便面时代   | 演员 | 丁 宝  |      |
| 2011年   | 将爱情进行到底 | 演员 | 楊崢   |      |

### 真人秀
2016年 我們的法則  安徽衛視

## 事业

### 投资影视
- 2002年 电视剧《海滩》
- 2004年 电影《圣殿》
- 2005年 电视剧《好人李成功》
- 2007年 纳西族音乐剧《鲁班鲁饶》
- 2008年 话剧《将爱情进行到底》

### 公益
- 2003年 带领《海滩》剧组主要成员、北京美丽春天文化传播有限公司所有工作人员以及去京郊沙漠河北怀涞植树。
- 2003年 “非典期间”去新疆石河子大学医学院与新安酒业共同成立“亚鹏新安助学基金”，款项为人民币50万，资助家境贫困的医学院学生。
- 2003年 在北京香山拍摄北京电视台公益广告“将户外运动进行到底”，倡导全民健身运动。
- 2003年 接拍公益题材电视剧《生命烈火》。记录非典时期公安干警，医务工作者的动人事迹。
- 2003年 出任2003年度中國国家环保总局“环境大使。
- 2003年 出任2003年北京市慈善协会二届一次理事会理事。
- 2004年 担任中国围棋形象代言人
- 2005年 担任"小天使基金"形象代言人
- 2006年 创立“嫣然天使基金”
- 2008年 启动“汶川新家庭”助养计划

## 荣誉
- 2001年 获第一届“莱卡风尚人物男演员奖”
- 2002年 《笑傲江湖》获第二届中国电视“双十佳”评选“十佳演员”首位
- 2002年 《笑傲江湖》获得“2001年度中央电视台电视剧观众最喜欢的演员奖”
- 2007年1月23日 入选马爹利第四届年度10位“时尚先生”之一
- 2007年9月8日 第五届“BAZAAR明星慈善夜”获十大慈善明星奖
- 2008年3月1日 “嫣然天使基金会”获得年度艺术慈善奖
- 2008年11月29日 “慈善（南方）盛典”获“慈善明星奖”
- 2011年1月15日 “湖南卫视·百度娱乐沸点2010年度盘点晚会“获最具公益精神艺人”奖
- 2012年12月4日 “法治的力量2012——年度法治人物颁奖盛典”当选CCTV“年度法治人物”
- 2012年11月23日 “健康时报·健康中国2012盛典”获“年度公益榜样奖”
- 2013年9月7日 “GQ 2013年度人物颁奖盛典”获《智族GQ》2013年度公共利益人物奖
- 2013年12月8日 第十二届中国企业领袖年会“2013年度最具影响力的25位企业领袖颁奖盛典”获“社会企业家奖”。
- 2014年12月11日 财智精英会第二届慈善公益颁奖盛典获“推动中国慈善进程杰出贡献奖”。（颁奖人：布莱尔）
- 2015年4月11日 中国商业地产联盟2015年度论坛，因雪山艺术小镇项目获“商业地产创新奖”。（颁奖人：毛大庆）

## 外部連結
- 嫣然天使基金會 （页面存档备份，存于）
- 一号立井（李亞鵬）的新浪微博
- 李亚鹏的新浪博客
- 李亚鹏在互联网电影资料库（IMDb）上的資料（英文）
- 李亚鹏在香港影庫上的簡介
- 李亚鹏在豆瓣上的资料（简体中文）
- 李亚鹏在时光网上的簡介（简体中文）